# Papurana daemeli
Papurana daemeli es una especie de anfibio anuro de la familia Ranidae.

## Distribución geográfica
Esta especie se encuentra desde el nivel del mar hasta 1000 m sobre el nivel del mar:
- en Australia en el norte de Queensland y Arnhem Land en el noreste del Territorio del Norte, que representa 158,500 km²;
- en Papua Nueva Guinea, en el este de Nueva Guinea, Nueva Bretaña y New Hanover;
- en Indonesia en el oeste de Nueva Guinea y las islas Yapen.[5]

## Etimología
Esta especie lleva el nombre en honor a Edward Dämel (1821-1900).

## Publicación original
- Steindachner, 1868 : Über eine neue Hylorana-Art von Cap-York in Australien. Sitzungsberichte der Kaiserlichen Akademie der Wissenschaften, Mathematisch-Naturwissenschaftliche Classe, vol. 57, p. 532-536[6]